# Opus pseudoisodomum

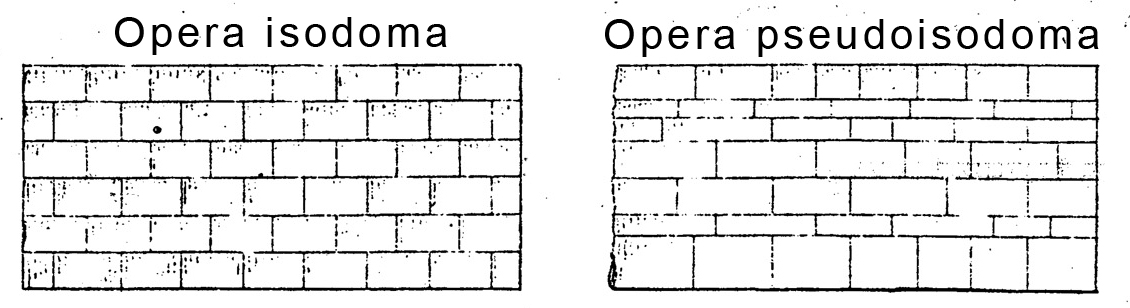
Verschillen tussen opus isodomum (links) en opus pseudoisodomum (rechts).

Opus pseudoisodomum ("vals werk van gelijke hoogte") is een oude muurbouwtechniek, waarbij rijen met quaderstenen, ook wel kubieke stenen genoemd, van gelijke hoogte in overlappend verband werden gebruikt.

## Beschrijving
Quadersteen is een perfect bewerkte natuursteen met de harmonieuze verhoudingen van een meetkundig blok. De stenen in een rij zijn allemaal even hoog, maar de afzonderlijke stenen kunnen wel in breedte verschillen. De afzonderlijke rijen hadden in tegenstelling tot opus isodomum niet allemaal dezelfde hoogte. Beide technieken werden reeds door de Grieken gebruikt. Muren gebouwd in de opus pseudoisodomum-techniek werden soms bedekt met pleister, waardoor het muurverband niet meer zichtbaar was.
De stenen werden met mortel aan elkaar bevestigd. In een andere methode werden ze gekoppeld met ijzeren doken of ankers. Hierbij werd een zogenaamde dookgat in de steen geboord, waarna het anker met gesmolten lood werd vastgezet.